# Konijnvissen
De konijnvissen (Siganidae) zijn een familie baarsachtige straalvinnige vissen. Er zijn ongeveer 28 soorten, alle behorend tot het geslacht Siganus. 

## Verspreiding en leefgebied
Konijnvissen komen voor in brak water en zeewater, voornamelijk in de Indische Oceaan, Grote Oceaan en het oosten van het Middellandse Zeegebied.

## Kenmerken
Konijnvissen hebben stekels die gif bevatten. Ze wordt maximaal ongeveer 40 cm lang. Sommige soorten vormen scholen, andere leven in symbiose met koralen. Alle soorten voeden zich voornamelijk met algen.

## Geslacht
- Siganus Forsskål, 1775